# Chris Wright (baloncestista de 1988)
Chris Wright (nacido el 30 de septiembre de 1988 en Trotwood, Ohio) es un exjugador de baloncesto estadounidense que disputó ocho temporadas como profesional. Con 2,03 metros de estatura, jugaba en la posición de alero.

## Trayectoria deportiva

### Universidad
Jugó durante cuatro temporadas con los Flyers de la Universidad de Dayton, en las que promedió 13,0 puntos y 7,2 rebotes por partido. Fue elegido en sus tres últimas temporadas en alguno de los mejores quintetos de la Atlantic 10 Conference (en el primero en 2010) y consiguió los récords históricos de su universidad en mates y tapones.

### Profesional
Tras no ser elegido en el Draft de la NBA de 2011, si lo fue en el draft de la NBA D-League, donde los Maine Red Claws lo escogieron en tercera posición. Jugó sólo 4 partidos en dicho equipo, en los que promedió 17,0 puntos y 10,8 rebotes.
En diciembre de 2011 fichó por los Golden State Warriors, con los que acabó la temporada, siendo cedido hasta en tres ocasiones a los Dakota Wizards de la NBA D-League. Jugó 24 partidos con los Warriors, en los que promedió 2,9 puntos y 1,9 rebotes. En su único partido como titular, ante San Antonio Spurs, logró 25 puntos y 8 rebotes.
La temporada siguiente regresó a los Red Claws, siendo elegido para disputar el All-Star Game de la NBA Development League. Promedió a lo largo de la temporada 18,3 puntos y 9,2 rebotes por partido.
Tras firmar con Toronto Raptors al año siguiente, fue finalmente descartado, regresando a los Red Claws. En abril de 2014 fichó por 10 días con los Milwaukee Bucks, con los que jugó 8 partidos en los que promedió 6,0 puntos y 2,5 rebotes.
Después de ser despedido por los Bucks, en octubre de 2014 fichó por el Turów Zgorzelec polaco.

## Estadísticas de su carrera en la NBA

### Temporada regular
| Año     | Equipo       | PJ | PT | MPP  | %TC  | %3P  | %TL  | RPP | APP | ROB | TPP | PPP |
| ------- | ------------ | -- | -- | ---- | ---- | ---- | ---- | --- | --- | --- | --- | --- |
| 2011-12 | Golden State | 24 | 1  | 7.8  | .511 | .000 | .774 | 1.9 | .2  | .3  | .5  | 2.9 |
| 2013-14 | Milwaukee    | 8  | 0  | 15.8 | .600 | .000 | .400 | 2.5 | .6  | .9  | .6  | 6.0 |
| Total   | Total        | 32 | 1  | 9.7  | .550 | .000 | .652 | 2.0 | .3  | .4  | .6  | 3.7 |